# Пёттингер, Йозеф
Йозеф Пёттингер (нем. Josef Pöttinger, 16 апреля 1903 — 9 сентября 1970) — немецкий футболист, играл на позиции нападающего. По завершении игровой карьеры — футбольный тренер.
Выступал за мюнхенскую «Баварию» и национальную сборную Германии.

## Клубная карьера
Во взрослом футболе дебютировал в 1919 году выступлениями за команду «Бавария», цвета которой и защищал на протяжении всей своей карьеры, которая длилась тринадцать лет. В составе мюнхенской «Баварии» был одним из главных бомбардиров команды, отличался высокой техникой, за что его регулярно останавливали с нарушением правил. Неоднократно травмировался, был вынужден завершить игровую карьеру в 28-летнем возрасте из-за очередной травмы колена.

## Выступления за сборную
В 1926 году дебютировал в официальных матчах в составе национальной сборной Германии. В течение карьеры в национальной команде, которая длилась 5 лет, провел в форме главной команды страны 14 матчей, забив 9 голов. Был участником футбольного турнира на Олимпийских играх 1928 года.

### Голы за сборную
| #  | Дата            | Место                              | Соперник   | Счёт | Результат | Турнир            |
| -- | --------------- | ---------------------------------- | ---------- | ---- | --------- | ----------------- |
| 1. | 18 апреля 1926  | Рейнштадион, Дюссельдорф, Германия | Нидерланды | 1–0  | 4–2       | Товарищеский матч |
| 2. | 18 апреля 1926  | Рейнштадион, Дюссельдорф, Германия | Нидерланды | 2-1  | 4–2       | Товарищеский матч |
| 3. | 18 апреля 1926  | Рейнштадион, Дюссельдорф, Германия | Нидерланды | 4-2  | 4–2       | Товарищеский матч |
| 4. | 23 октября 1927 | Альтонаер, Гамбург, Германия       | Норвегия   | 2–2  | 6–2       | Товарищеский матч |
| 5. | 23 октября 1927 | Альтонаер, Гамбург, Германия       | Норвегия   | 3-2  | 6–2       | Товарищеский матч |
| 6. | 20 ноября 1927  | Мингерсдорфер, Кёльн, Германия     | Нидерланды | 1–1  | 2–2       | Товарищеский матч |
| 7. | 20 ноября 1927  | Мингерсдорфер, Кёльн, Германия     | Нидерланды | 2-1  | 2–2       | Товарищеский матч |
| 8. | 15 апреля 1928  | Нойфельд, Берн, Швейцария          | Швейцария  | 0-1  | 2–3       | Товарищеский матч |
| 9. | 10 февраля 1929 | Мангеймер, Мангейм, Германия       | Швейцария  | 4-0  | 7–1       | Товарищеский матч |

## Карьера тренера
По завершении карьеры игрока начал тренерскую работу, работал с рядом немецких команд. В частности, в течение 1934—1938 годов возглавлял тренерский штаб клуба «Карл Цейсс», после чего до 1941 года работал со «Штутгартом».
В послевоенное время, в частности, был главным тренером своей родной мюнхенской «Баварии» (в 1946—1947 годах).
Умер 9 сентября 1970 года на 68-м году жизни.

## Ссылка
- Статистика выступлений на сайте national-football-teams.com  (англ.)
- Профиль футболиста на сайте worldfootball.net  (англ.)